# هورستل
هورستل (بالألمانية: Hörstel) هي بلدة ألمانية تقع في ألمانيا في شتاينفورت (قضاء). يقدر عدد سكانها بـ 19,903 نسمة .

## توأمة
لهورستل اتفاقيات توأمة مع:
- دالفسن

## أعلام
- بيتر نيميير